# Buttrio
Buttrio (friülà Buri ) és un municipi italià, dins de la província d'Udine. L'any 2007 tenia 4.091 habitants. Limita amb els municipis de Manzano, Pavia di Udine, Pradamano i Premariacco. Comprèn les localitats de Caminetto (Cjaminet), Camino (Cjamin) i Vicinale (Visinâl)

## Administració
| Període | Identitat         | Partit        |
| ------- | ----------------- | ------------- |
| 2004-   | Tiziano Venturini | Llista cívica |